# Prieuré Saint-Ortaire
Le prieuré Saint-Ortaire est un site religieux situé à Saint-Michel-des-Andaines, dans l’Orne, en Normandie, où cohabitent deux chapelles : l’une est dédiée à saint Ortaire, l’autre conjointement à saint Ortaire et sainte Radegonde. Cette dernière chapelle est aménagée dans une ancienne grange. 
Au culte religieux est associé un rituel de guérison, faisant l’objet du pèlerinage du Bézier.
Les pratiques qui entourent ce prieuré font l’objet d’une inscription à l’Inventaire du patrimoine culturel immatériel en France.

## Présentation
Le prieuré Saint-Ortaire se situe dans la forêt de la Ferté-Macé, au lieu-dit « Le Bas-Bézier » à Saint-Michel-des-Andaines. On y trouve deux chapelles. 
La chapelle Saint-Ortaire célèbre le culte chrétien romain. Elle est tenue par une communauté de Frères Servites de Marie depuis les années 1945. 
La seconde chapelle est aménagée dans une grange. Elle est dédiée à saint Ortaire et sainte Radegonde. Le lieu est privé, mais un culte issu de l’ancien rituel païen est toujours célébré. Sainte Radegonde est la patronne des moissons.
Un pèlerinage annuel en juillet est également dédié à saint Pérégrin Laziosi, patron des malades du cancer et des maladies longues.

## Historique
Les raisons de l’installation de la chapelle Saint-Ortaire et Sainte-Radegonde résident dans le fait que la chapelle d’origine fut détruite à la Révolution française. Les statues des deux saints alors présentes dans ce lieu de culte détruit lors des évènements furent transférées dans une grange par leur propriétaire. En partie détruites sur leur partie inférieure, elles apparaissent depuis habillées pour cacher les dégâts. Cela donna naissance au nouveau lieu de culte aujourd’hui connu. 
Deux vitraux représentant les saints ont été installés, ainsi que des peintures murales et l’autel de l’ancienne chapelle. Tout cela amène aujourd’hui un caractère religieux plus marqué. 

## Les cailloux guérisseurs
Saint Ortaire était un ermite qui évangélisa la région au VIe siècle. Il fut reconnu par la population grâce à ses cures miraculeuses. Une première chapelle fut alors édifiée dans le hameau de Saint-Michel-des-Andaines vers l’an 1000, et les fidèles se rassemblèrent dans des pèlerinages en l’honneur de saint Ortaire. 
C’est alors que démarre le rituel des cailloux guérisseurs. Les fidèles déposent une ou plusieurs pierres dans la chapelle ou dans les arbres autour pour espérer un miracle de guérison. Plus le mal est grand, plus la pierre doit être grosse. 
Le rituel veut que lorsque la pierre tombe d’elle-même, le malade est guéri.

## Le prieuré en images

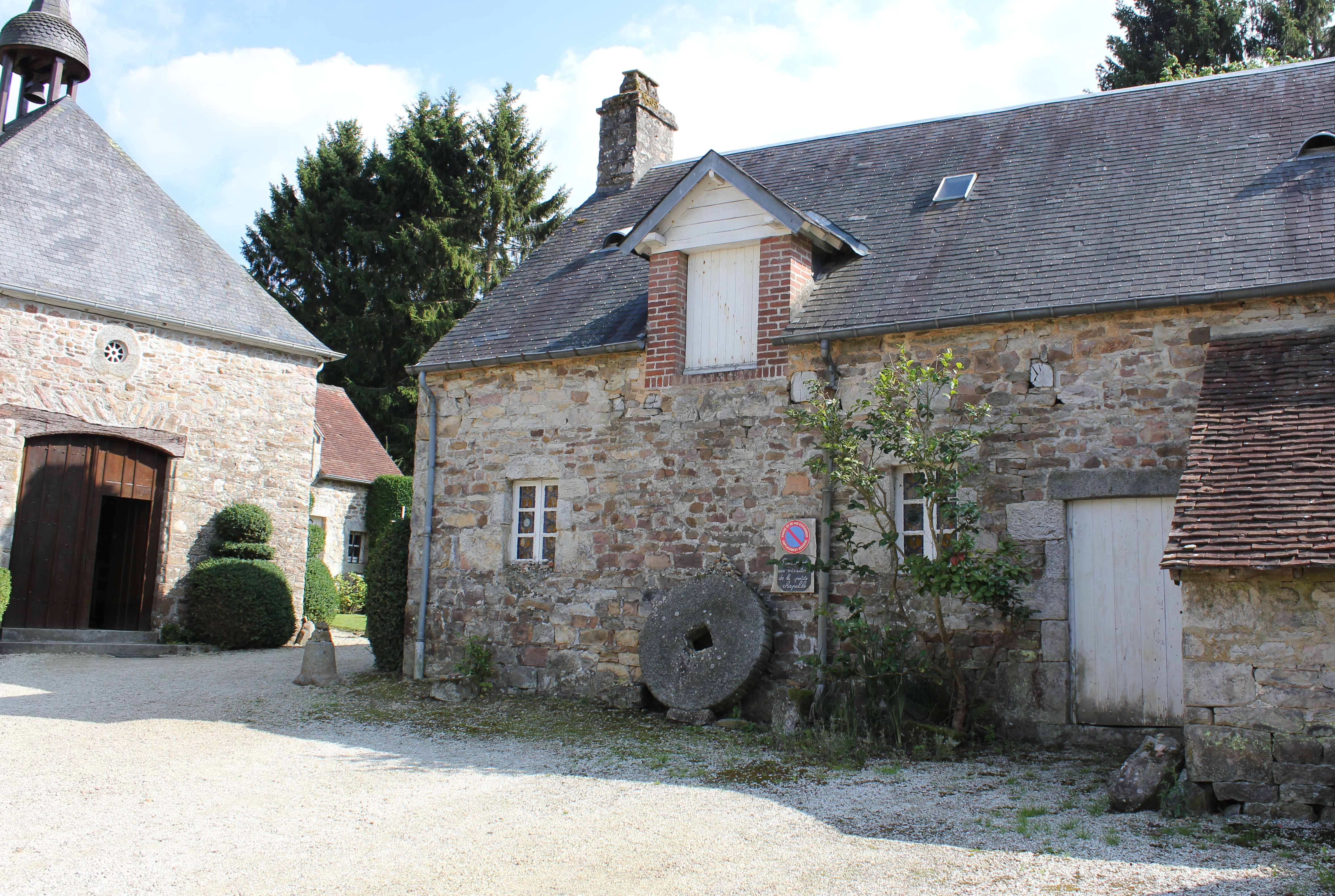
Entrée (à gauche) de la chapelle Saint-Ortaire-et-Sainte-Radegonde.
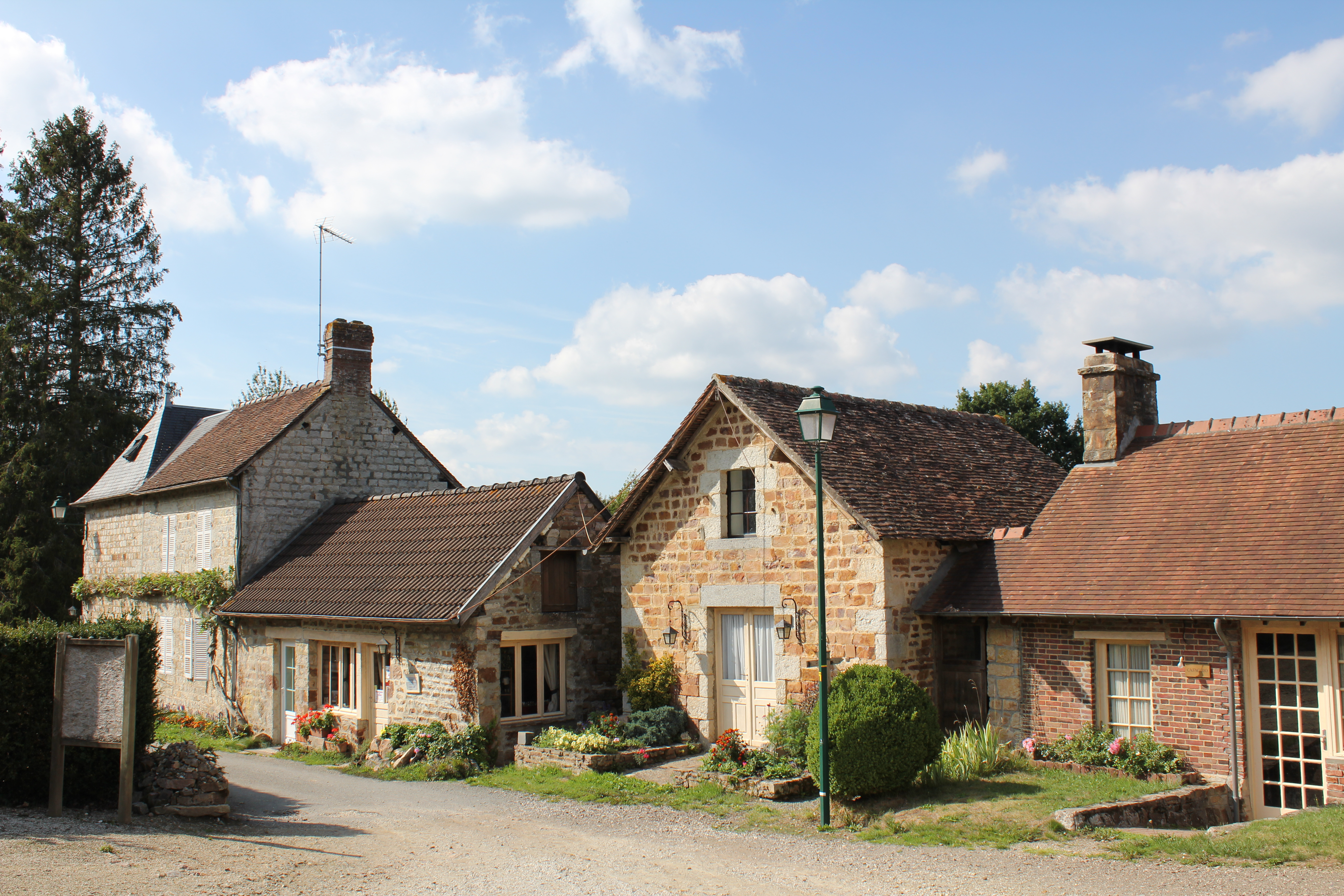
Vue générale du prieuré.
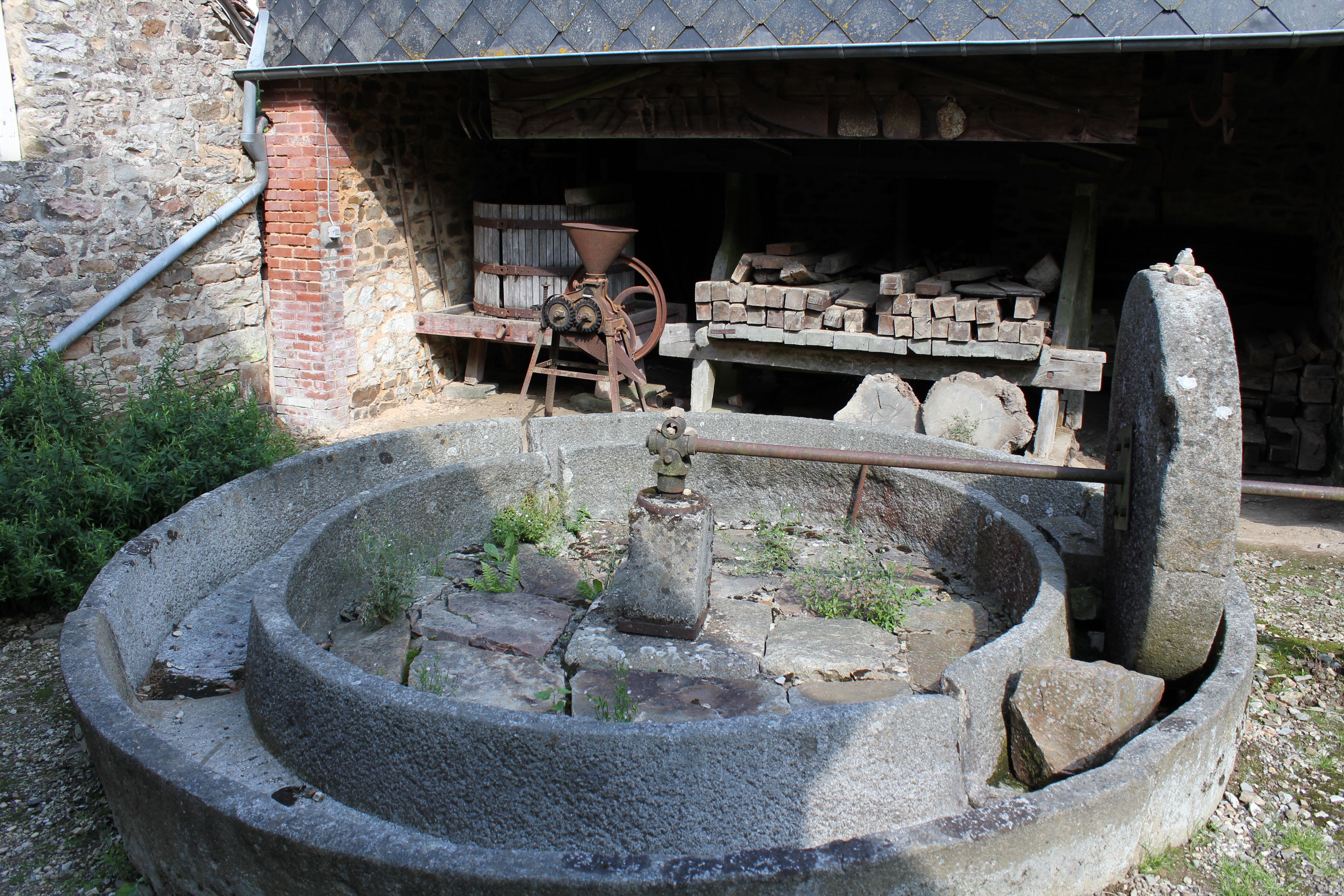
Ancien pressoir à pommes.
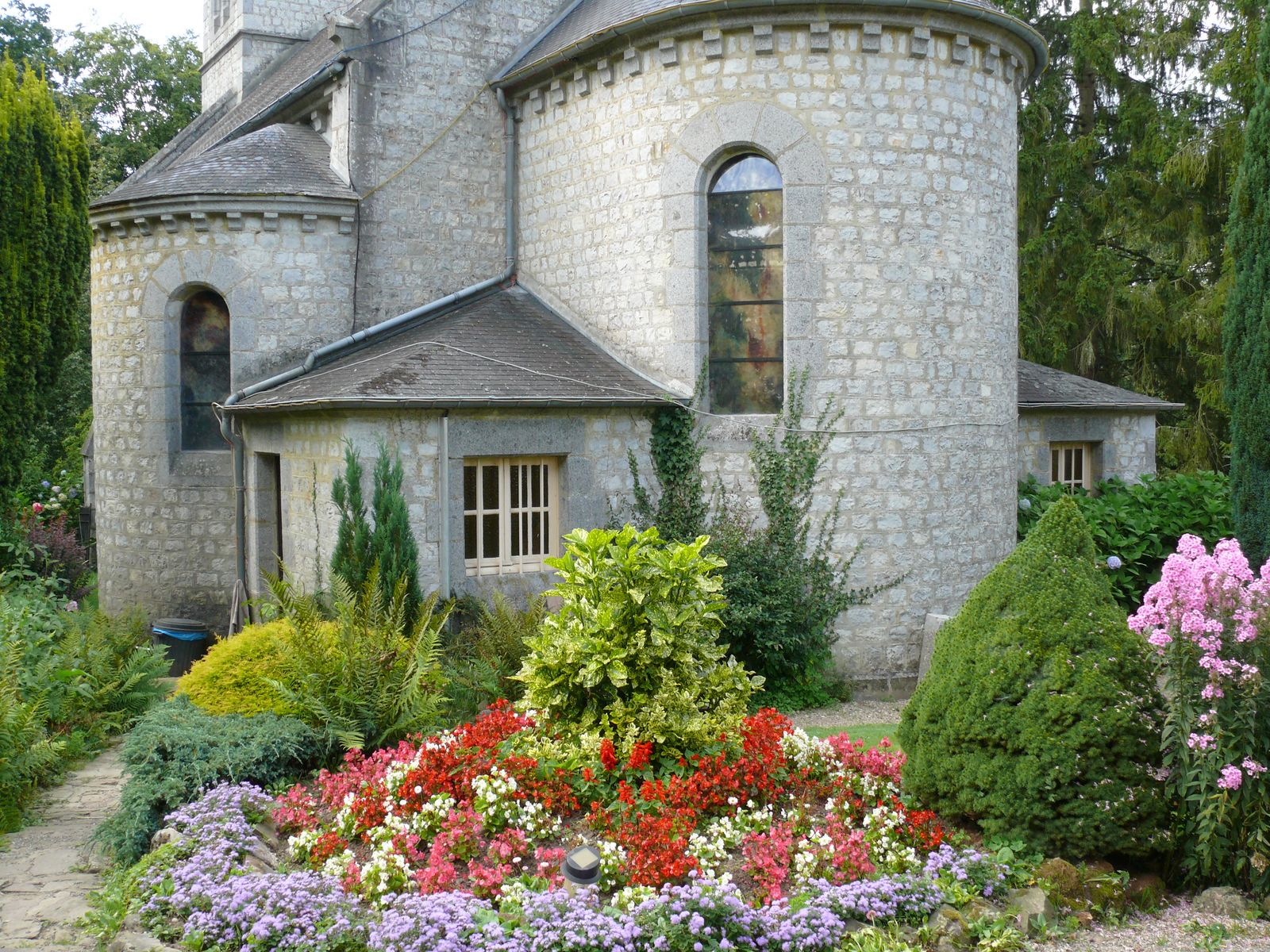
Chapelle Saint-Ortaire.
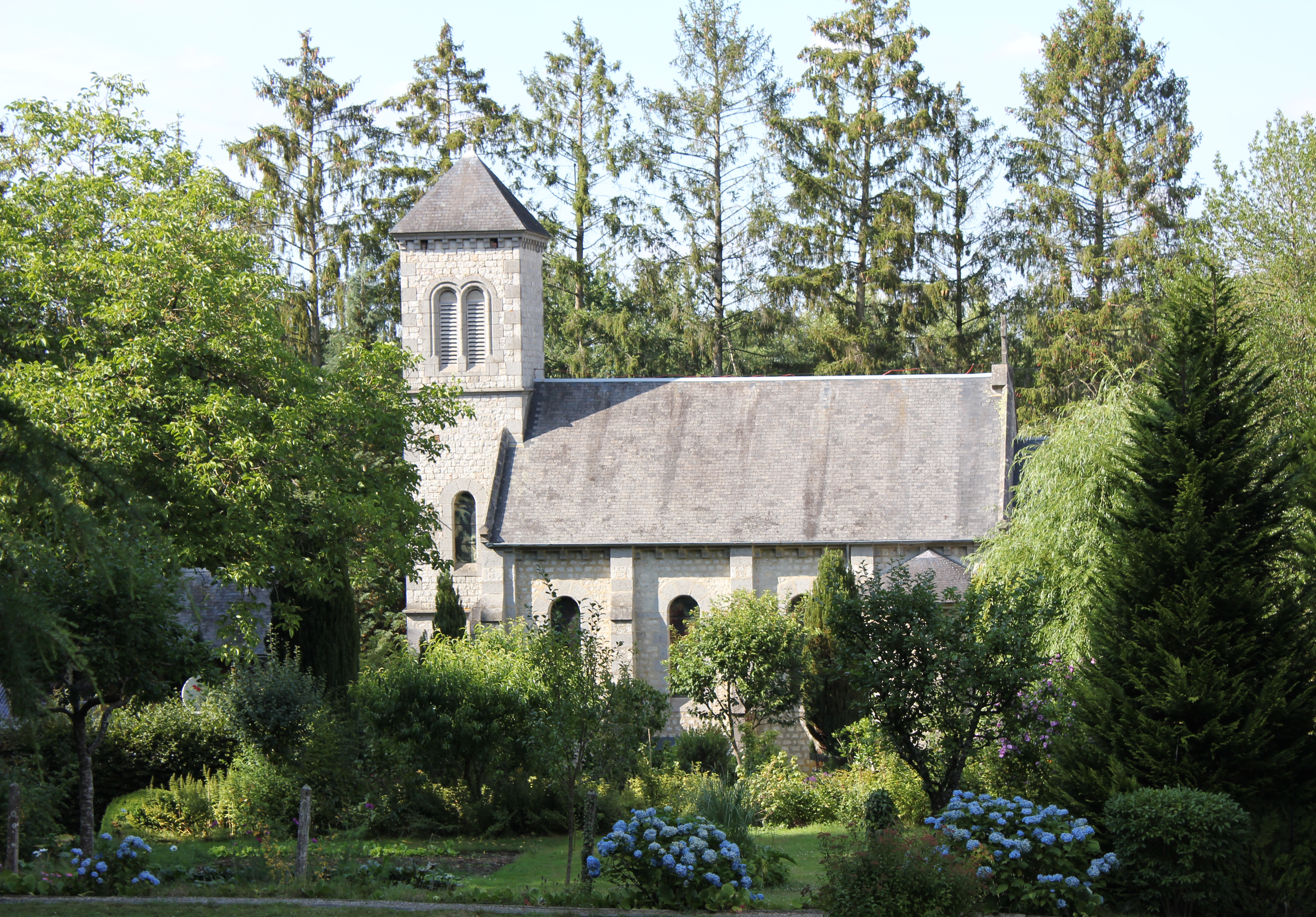
Chapelle Saint-Ortaire.
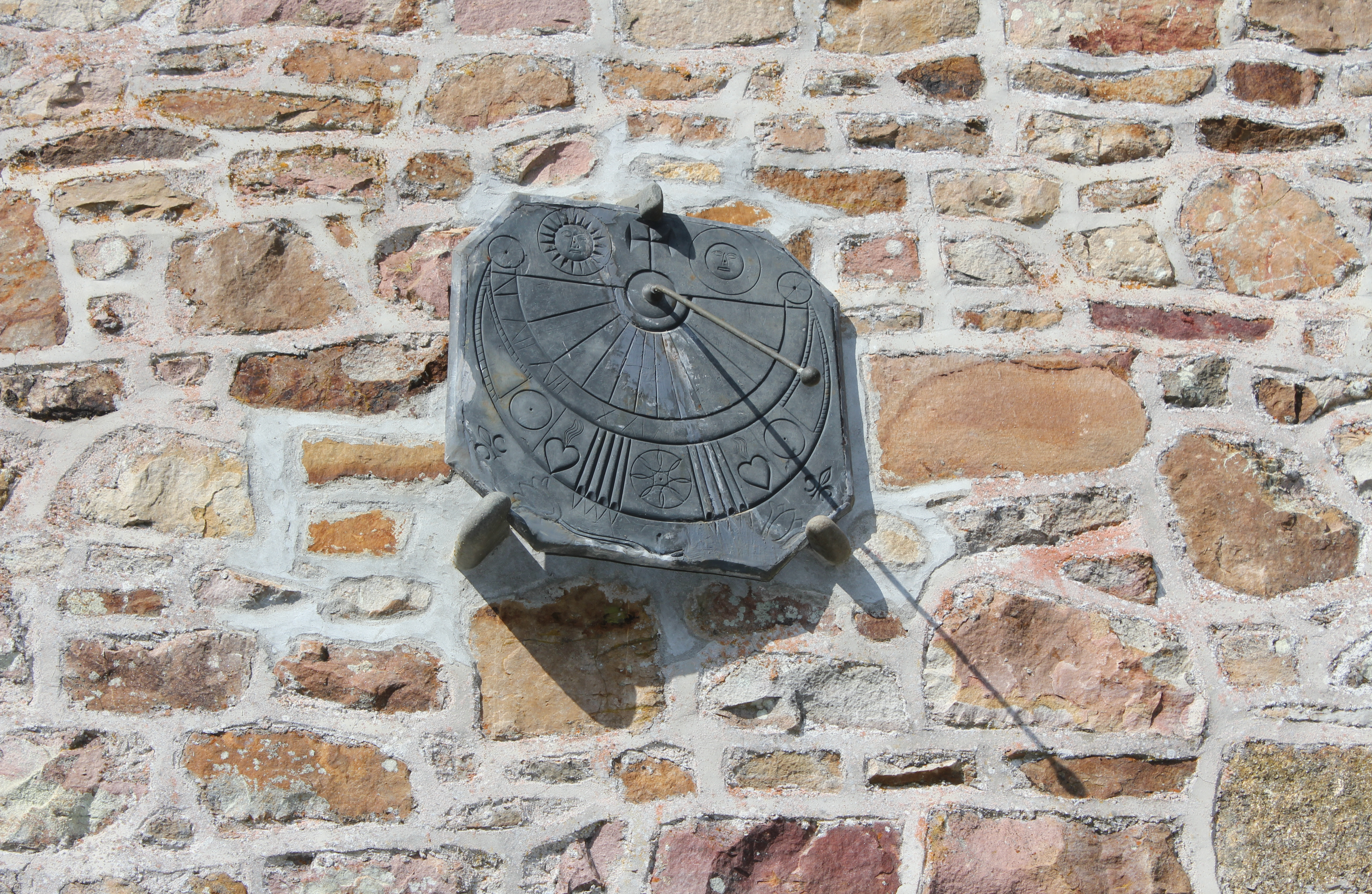
Cadran solaire sur la façade de la chapelle Saint-Ortaire-et-Sainte-Radegonde.
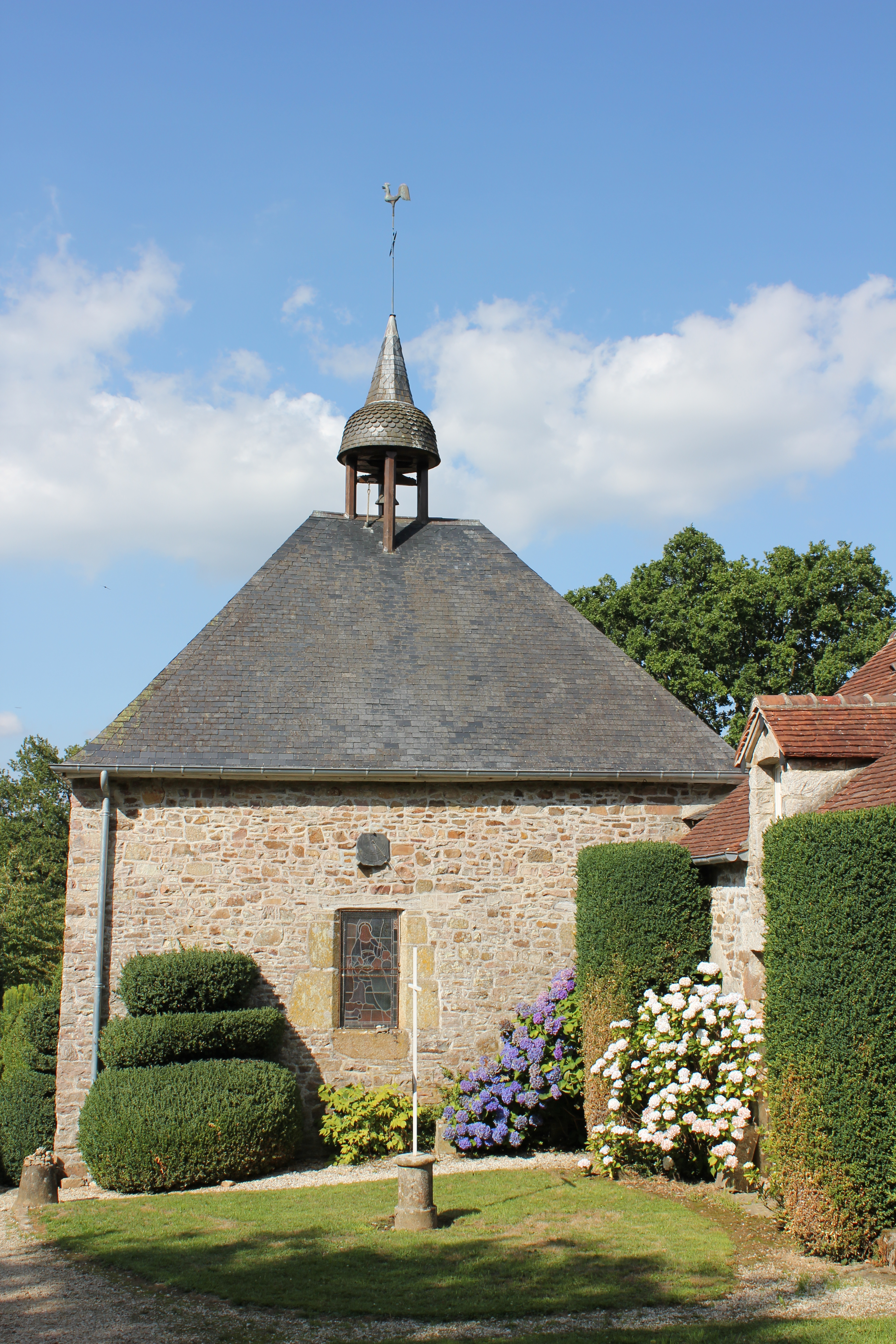
Chapelle « grange » dédiée à saint Ortaire et sainte Radegonde.
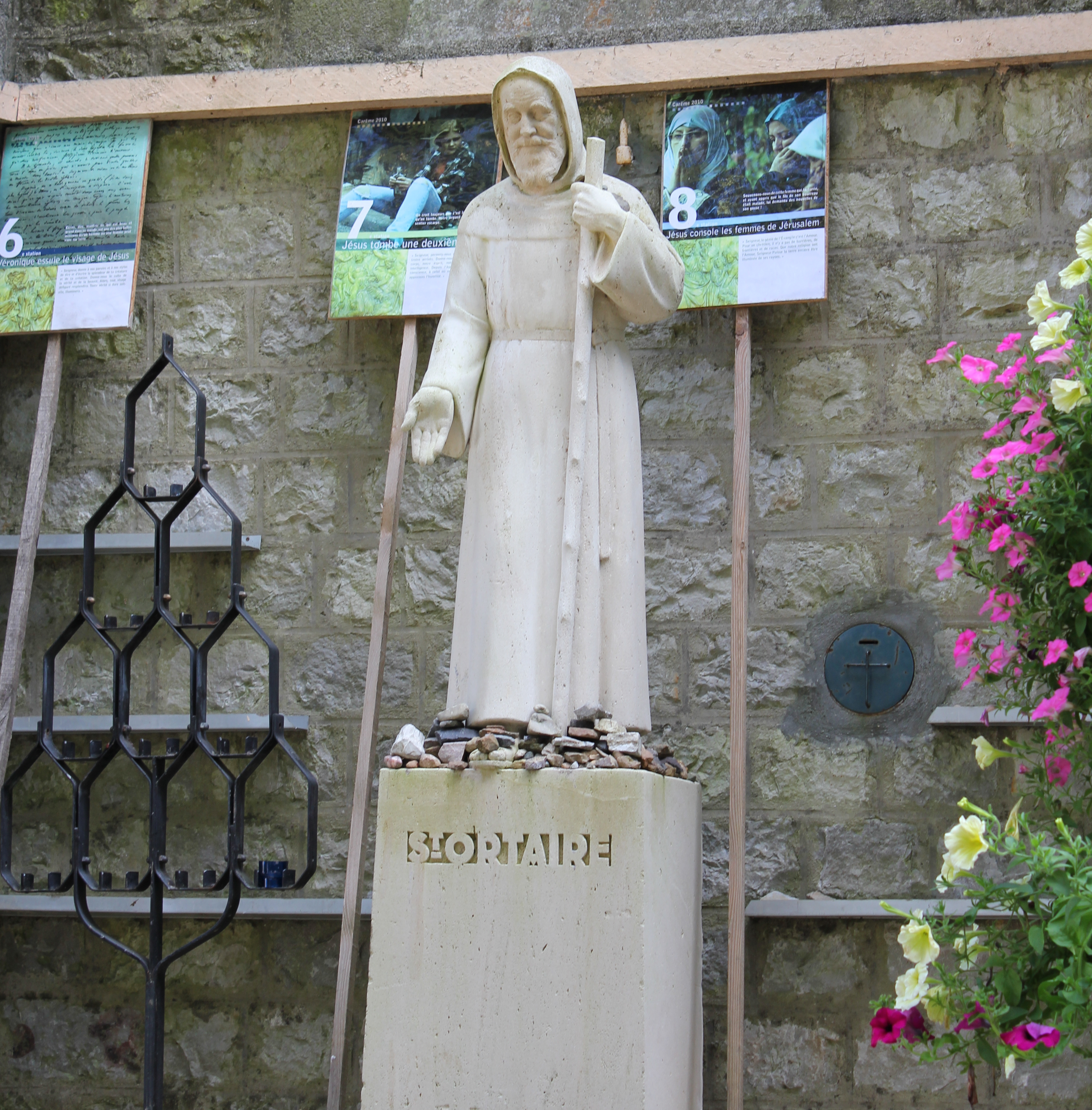
Statue de saint Ortaire.